# Hataz
Hataz (c. 575 d. C.) fue un rey del Reino de Aksum, ubicado en el actual norte de Etiopía y Eritrea. Es principalmente conocido a través de las monedas que se emitieron durante su reinado, algunas de las cuales presentan la inscripción alternativa de su nombre como "Iathlia".